# Mini-bar

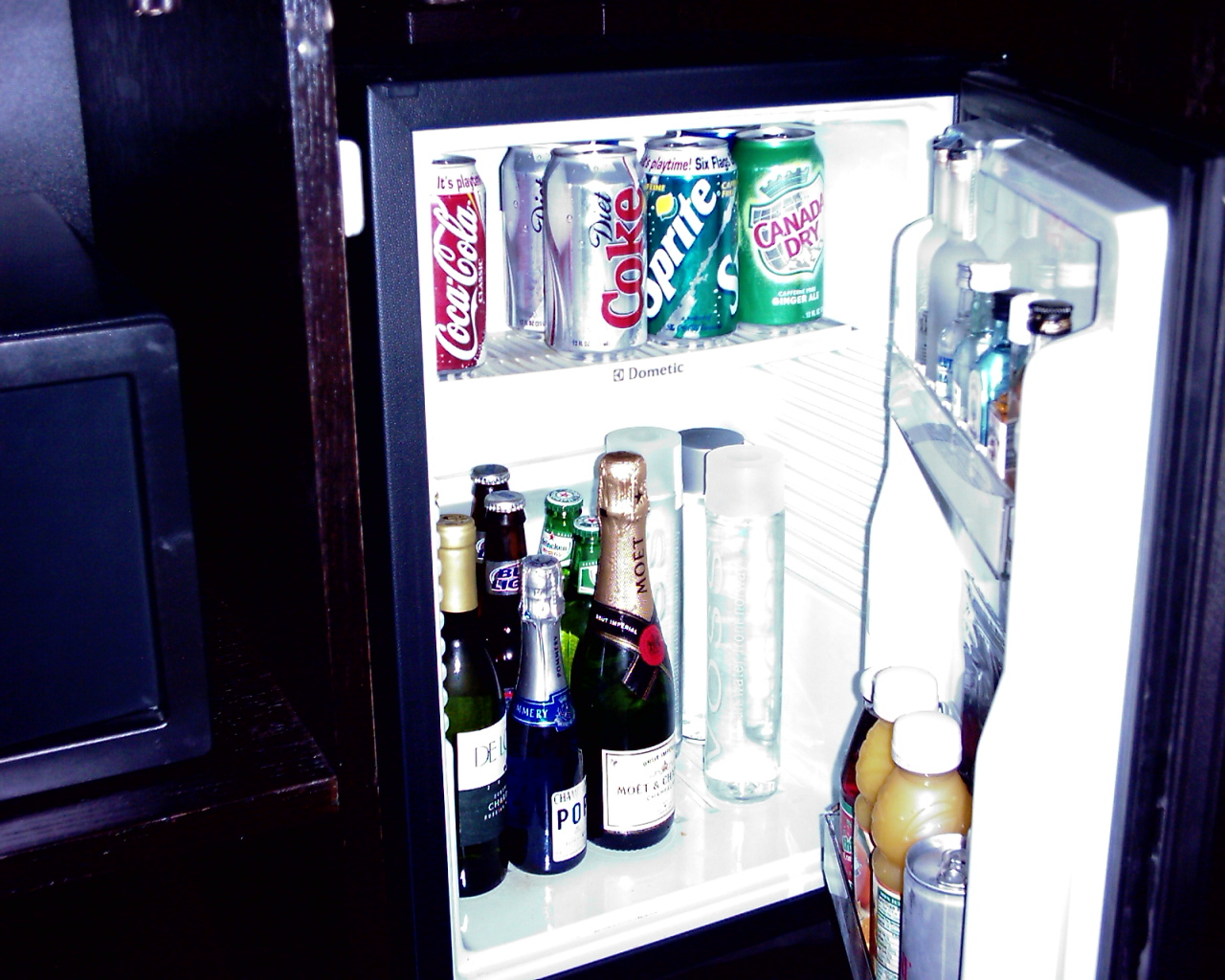
Un mini-bar dans un hôtel à Chicago, aux États-Unis.

Un mini-bar est un petit réfrigérateur que l'on trouve dans les chambres d'hôtel d'un certain standing. Les boissons fraîches et autres grignotines consommés par le client à partir de cet équipement d'appoint lui sont généralement facturés à la fin de son séjour dans l'établissement en question en sus du séjour lui-même.

## Histoire
Le mini-bar réfrigéré aurait été lancé par la société allemande Siegas durant les années 1960. Auparavant, les mini-bars qui existaient depuis le début des années 1950 au moins, n'étaient pas équipés pour produire du froid[réf. nécessaire].

## Fonctionnement
Selon le groupe Accor, fin 2022, un mini-bar représente entre 30 et 50% de la consommation électrique d'une chambre d'hôtel.

## Clientèle
L'utilisation des mini-bars varie en fonction de la nationalité des clients. Ainsi, d'après un sondage réalisé dans quatre pays européens en 2007, seulement 13 % des Français y ont recours, et ils y dépensent en moyenne 28 euros, contre 24 en ce qui concerne les Britanniques mais 34 pour les Allemands et 35 pour les Espagnols. En outre, les hommes les utilisent plus souvent que les femmes.

## Consommation
L'eau minérale est le produit le plus consommé, sauf chez les Britanniques, car ils choisissent majoritairement des sodas, à hauteur de 60 %. Parmi les boissons alcoolisées, la bière dépasse le vin partout, même en France. Pour le reste, 39 % des clients consomment les cacahuètes, 38 % les chips et seulement 26 % le chocolat.
Les clients européens s'accordent pour estimer que le prix des produits disponibles dans les mini-bars sont trop élevés, et une grande partie indiquent acheter boissons et grignotines à l'extérieur avant de regagner leur chambre.